# 岡本優
岡本優（Okamoto Yu，1988年8月13日—），日本男子跳水運動員，栃木縣出生，畢業於陽南中学校、宇都宮南高校及筑波大学，現就讀於筑波大学大学院。

## 簡歷
2014年9月，岡本優代表日本參加在韓國仁川舉行的亞洲運動會跳水比賽。